# Hypericum decaisneanum

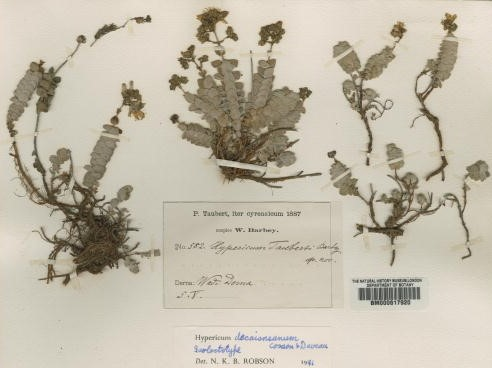
Johannesörten humyperikum decaisneaum

Hypericum decaisneanum är en johannesörtsväxtart som beskrevs av Ernest Saint-Charles Cosson och Daveau. Hypericum decaisneanum ingår i släktet johannesörter, och familjen johannesörtsväxter. Inga underarter finns listade i Catalogue of Life.